# Solenoïde (spoel)

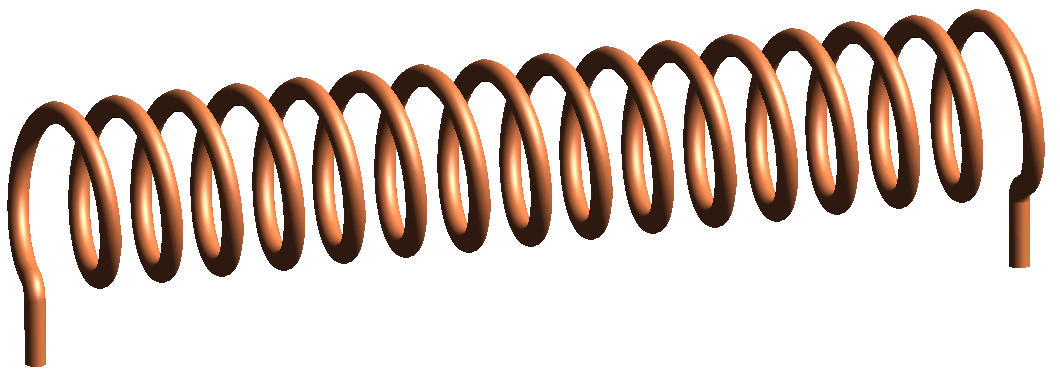
Een solenoïde

Een solenoïde is een elektrische component in de vorm van een cilindrisch gewikkelde spoel, met een kleine doorsnede vergeleken met de lengte, in één laag gewikkeld, van dicht tegen elkaar gelegen wikkelingen, meestal van geïsoleerd koperdraad. Solenoïden worden gebruikt als component met zelfinductie en in elektromagneten. De term 'solenoïde' werd geïntroduceerd door André Marie Ampère, en komt uit het Grieks van 'solen', pijp, en 'eidos', in de vorm van.

## Zelfinductie
De zelfinductie van een lange solenoïde in lucht (of vacuüm) is bij benadering:
{\displaystyle L\approx {\frac {\mu _{0}N^{2}A}{l}}}.
Daarin is
- {\displaystyle L} de zelfinductie in H (henry)
- {\displaystyle \mu _{0}} de magnetische veldconstante in N/A²
- {\displaystyle N} het aantal wikkelingen
- {\displaystyle A} de oppervlakte van de dwarsdoorsnede in m²
- {\displaystyle l} de lengte in m.

Voor niet al te lange solenoïden in lucht is de zelfinductie iets geringer. Een benadering is 
{\displaystyle L\approx {\frac {\mu _{0}N^{2}A}{l+0{,}9r}}},
waarin nog {\displaystyle r} de straal van de doorsnede is in m.
Voor {\displaystyle l>0{,}8r} is de afwijking kleiner dan 1%.